# Mélanie Chappot
Mélanie Chappot née en 1813 à Martigny, dans le canton du Valais est condamnée à la réclusion à perpétuité pour infanticide en 1833. Graciée en 1852, elle meurt des suites d'une tuberculose. La date exacte de son décès ne figure pas dans les archives de la paroisse de sa commune d'origine.

## Biographie
Née à Martigny en 1813, Mélanie Chappot se retrouve, à l'âge de 19 ans, enceinte des œuvres d'Étienne-Joseph Sarrazin qui lui avait promis le mariage. Averti de la grossesse de Mélanie, cet homme de 43 ans abandonne le projet d'union sous prétexte que sa future épouse « aurait pu avoir affaire avec d'autres », laissant ainsi entendre que cette jeune femme ne serait pas d'une conduite irréprochable. 

### Dissimulation et disparition de la grossesse
Craignant d'être battue par sa mère et par son frère à la suite de la découverte de son état, Mélanie cache sa grossesse, pourtant souvent évoquée par le voisinage. En ne déclarant pas officiellement sa grossesse avant le sixième mois, elle se met en infraction avec la « loi du 26 novembre 1804 qui ordonne aux filles grosses d'en faire déclaration dans un temps prescrit » et, en cas de problèmes à la naissance de l'enfant, elle peut être soupçonnée d'avoir eu des intentions criminelles. En janvier 1833, averti par des voisins de la subite disparition de la grossesse de Mélanie Chappot, le juge Ganioz dénonce cette situation au grand châtelain du dizain de Martigny. Ce dernier, avec huit assesseurs, forme le Tribunal de première instance.

### Instruction de la cause criminelle
Pour instruire la cause criminelle, la commission d'enquête doit d'une part retrouver le corps du nouveau-né et, d'autre part, prouver que la mère présumée a bien accouché dans les jours qui ont précédé. Après la découverte du corps du nouveau-né, l'expert médical charge deux sages-femmes d'examiner Mélanie Chappot pour découvrir les traces d'un accouchement récent. Le corps d'un enfant est en effet retrouvé dans l'écurie de la famille de Mélanie Chappot, caché sous la paille. La tête porte des traces de coups. Sont-ils dus au trident avec lequel les recherches ont été effectuées ? À des violences volontaires de la part de la mère ? Au fait que la mère a accouché debout ? Maurice Claivaz, médecin chargé de l'examen du cadavre de nouveau-né, ne peut déterminer avec certitude les causes de la mort et refuse de se prononcer sur les intentions de la prévenue.

### Jugement
Se fondant sur de fortes présomptions, le tribunal déclare Mélanie Chappot coupable d'infanticide. Elle est condamnée à la réclusion à perpétuité à la maison de force. Avant d'être emmenée à la prison de la Tour des Sorciers, à Sion, elle est exposée au carcan sur la place publique de Martigny ; elle porte un écriteau infamant, est fouettée et marquée au fer. Sa famille demande au Tribunal Suprême du canton du Valais d'atténuer la sentence, mais sans succès. 
Étienne Sarrazin, que Mélanie Chappot désigne comme le père de l'enfant, est également interrogé par la commission d'enquête. Reconnu coupable par le tribunal d'avoir eu des relations sexuelles hors des liens du mariage, il est condamné pour délit de lubricité à une amende de 16 francs de Suisse.

### Libération et décès
Après avoir été détenue durant 19 ans à la prison de Sion, Mélanie Chappot est graciée car, atteinte de tuberculose, elle est proche de la mort. Libérée, elle doit regagner sa commune d'origine, Martigny, comme la loi l'y contraint. Or, ni le répertoire des habitants, ni le registre de la paroisse ne mentionnent son retour. Après sa libération, on ne retrouve aucune trace de cette femme dans les documents paroissiaux, ce qui laisse supposer qu'elle est décédée avant même son arrivée à Martigny.